# Vito Maurogiovanni
Vito Maurogiovanni (Bari, 27 dicembre 1924 – Bari, 4 marzo 2009) è stato un giornalista, scrittore e sceneggiatore italiano.

## Biografia
Nasce a Bari in via De Rossi 119, nella casa di famiglia situata nel retrobottega del caffè di suo padre Giovanni ("Antico Caffè"), fondato nel 1860 dal nonno di origini napoletane. 
Questo "Antico Caffè", un luogo reale, un caffè "nott'e giorno", aperto agli avventori anche nelle lunghe ore notturne, è anche il posto dove scorre la vita di Bari, un teatro della notte e dell'alba, un luogo dell'anima. Qui passa e vive una umanità cittadina, espressione di quel ceto mercantile che contribuì a cambiare gli equilibri socio - economici della nuova Bari. 
Vito Maurogiovanni è stato giornalista, sceneggiatore radiofonico, scrittore e commediografo, poeta, sindacalista, direttore dei telefoni, bibliotecario in un istituto privato. Ha scritto una trentina di libri, trentadue commedie, e un centinaio di radio-drammi, e nei suoi lavori si avverte sempre la ricerca di quella grande comunicazione che era nel caffè paterno.
Dopo gli studi magistrali, discepolo delle professoresse Candida e Ave Maria Stella (fondatrici del "Leggio" a Bari), viene assunto giovanissimo nel 1943 dalla SET (Società per l'Esercizio Telefonico,  poi SIP), diventandone direttore del personale negli anni '50. 
Dal mese di settembre 1947 radio Bari riprende le trasmissioni con un solo programma regionale "La Caravella". Fra i collaboratori Vito Maurogiovanni scrive le sceneggiature inventando i due personaggi di Colino e Marietta, che diventano famose maschere della comicità barese. Nel frattempo collabora anche alla pagina degli spettacoli di CINE SPORT. 
Attivo sindacalista negli anni caldi delle lotte operaie, viene "trasferito" -  meglio "confinato" - dall'azienda telefonica a Matera. 
Il 28 luglio del 1951 viene rappresentato al Teatro Piccinni di Bari il dramma vernacolare "U Cafè antiche" : Giuseppe Gorjux scrive "Nel teatro Piccinni è venuto alla luce il teatro dialettale barese" (Gazzetta del Mezzogiorno)
Il 29 ottobre 1951 sposa Anna Pellecchia, di Trani, nel santuario della Madonna dell'Arco (Napoli) e avrà tre figlie (Maria Celeste, Elvira, Giovanna). 
Alla fine degli anni '50 ritorna dall’esilio materano con la famiglia a Bari e collabora stabilmente con la Gazzetta del Mezzogiorno, di cui cura la rubrica quotidiana di critica televisiva. Lascerà nel 1964 il posto di dirigente della società telefonica. 
Diventa inviato speciale della Gazzetta del Mezzogiorno, collabora con la sede regionale della Rai, per cui scrive e realizza numerosi sceneggiati radiofonici. È stato corrispondente per molti anni dell’Osservatore Romano . 
Nel 1973 va in scena "Jarche Vasce" al “Piccolo Teatro” di Bari, scritto da Vito Maurogiovanni insieme a Nicola Tabascio e Mario Mancini. L'opera teatrale registrò oltre duemila repliche ed è ancora nel cartellone del “Piccolo Teatro”,  dopo aver conseguito grande successo anche in una rappresentazione a New York.
Le opere di Vito Maurogiovanni rappresentano la cultura popolare e la storia meridionale e valorizzano il tema della memoria, delle città e dei quartieri come spazi di costruzione di coscienza comunitaria.
Depositario della tradizione culturale meridionalista e interprete straordinario di una concezione della scrittura come tensione etica, religiosa e civile, Vito Maurogiovanni ha scritto commedie in lingua e in dialetto, saggi di storia locale,  testi giornalistici, narrativi e poetici, radiodrammi e sceneggiati  per la RAI . 
Notevole la presenza di Maurogiovanni nel teatro barese, per il quale si serve del dialetto, che diventa “lingua” non solo d’uso ma anche poetica, per interpretare il vissuto della gente del Sud.
Vito Maurogiovanni viene ancora oggi ricordato in una serie di eventi e manifestazioni (teatro, narrativa, giornalismo) sia istituzionali (organizzate dalla Regione Puglia con il suo presidente Michele Emiliano) sia organizzate dal basso, cioè da quegli amici, estimatori e cittadini che ne hanno sempre apprezzato l’opera.
Il 20 dicembre 2009 è stato intitolato a Vito Maurogiovanni dal Comune di Bari, con il Sindaco Michele Emiliano, il Largo, lungo via Venezia, che guarda il mare avendo alle spalle la Basilica di san Nicola.
Il 24 aprile 2010 è stato consegnato il "Premio San Nicola - Città di Rutigliano", opera del maestro Pietro Leone, alla famiglia dello scomparso scrittore giornalista barese Vito Maurogiovanni
Nel 2014 si è costituito Il Circolo delle Comunicazioni sociali APS “Vito Maurogiovanni” – operante come gruppo informale già dal 2009. 
Il Circolo delle Comunicazioni sociali APS “Vito Maurogiovanni” è un’associazione di promozione sociale che si prefigge di promuovere i valori della tradizione in chiave dinamica, in costante rapporto con la modernità, per offrire in particolare alle giovani generazioni strumenti utili per vivere il presente e saper affrontare le sfide del futuro, nella memoria e nell’insegnamento dello scrittore barese Vito Maurogiovanni.  Tra le attività del circolo: Forum Bambini e Mass Media; Premio Testimone di Verità. Inoltre dal 2011 ad oggi viene bandito il “Premio Vito Maurogiovanni”, sostenuto dalla Presidenza del Consiglio regionale pugliese e dal Comune di Bari, divulgato dall’Ufficio scolastico regionale e indirizzato agli studenti della Scuola Primaria e Secondaria di I e II grado della Regione Puglia, affinché elaborino opere originali, soprattutto teatrali, tratte e/o ispirate al lavoro di Vito Maurogiovanni e alle tradizioni culturali popolari pugliesi, redatte in forma dialettale o in lingua italiana.
Nel decennale della scomparsa, il 27 dicembre 2019, il Comune di Bari, con il Sindaco Antonio Decaro, ha intitolato a Vito Maurogiovanni la sala di rappresentanza del teatro comunale “Niccolò Piccinni” di Bari.
Dal febbraio 2023 porta il nome di Vito Maurogiovanni una Biblioteca della rete Colibrì a Bari- Carbonara.
Nel 2024  è stato realizzato il progetto "Memoria è Futuro" che si ispira alla ricerca narrativa di Vito Maurogiovanni. Questo progetto, rivolto agli studenti, ha avuto l’obiettivo di promuovere la ricerca per la conoscenza, la memoria storica del proprio territorio e la costruzione di una comunità giovane a forte coscienza urbana, promuovendo tra oltre 100 ragazzi/e provenienti da sei quartieri diversi di Bari (Municipi I,II e IV) il racconto della città attraverso differenti registri espressivi. 
“Memoria è Futuro” è un progetto promosso dal Circolo delle Comunicazioni sociali “Vito Maurogiovanni” di Bari in partnership con l’Oratorio Circolo Anspi Odegitria, finanziato dalla Regione Puglia nell’ambito dell’Avviso: “Fondo per il finanziamento di progetti e attività di interesse generale nel Terzo Settore (artt. 72 e 73 n D.Lgs. n. 117/2017) - Avviso PugliaCapitaleSociale 3.0”. 
In occasione dei festeggiamenti per il centenario della nascita di Vito Maurogiovanni, nei giorni 12 e 13 dicembre 2024, presso l’Auditorium “A. Quacquarelli” a Santa Teresa dei Maschi a Bari, si è tenuto il Convegno Nazionale “Vito Maurogiovanni – Scrittura, memoria e vita civile”. 
Sempre in occasione del centenario della nascita, il 26 dicembre 2024 è andato in scena al Teatro Piccinni di Bari lo spettacolo “Il poeta di Compagnia” a cura del Centro Polivalente di Cultura Gruppo Abeliano.
Fra i suoi libri, "Eravamo tutti Balilla" (Bari, 1970) un viaggio con gli occhi di ragazzo nel ventennio fascista tra stendardi di cartone, preti, fascisti, e drammatici bombardamenti alleati.
"Nel tempo del silenzio e dei camini" (Bari, 1983) appunti ed impressioni sulle vecchie masserie pugliesi, è un resto in cui lo scrittore, come scrive Rita D'Amelio, docente dell'Università degli Studi di Bari "è un compagno di viaggio che comunica senza insegnare, e trasmette la realtà della vita".
La tensione a comunicare e a scoprire mondi vecchi e nuovi è ancora nei tre libri di Selezione dal Reader's Digest "Lo splendore della natura in Italia" (Milano, 1976), "Le splendide città italiane" (Milano, 1979), "Cento itinerari italiani" (Milano, 1980) e nei volumi "Tournée in Puglia"(Bari, 1993), "Tournée in Europa"(Bari, 1996), "Lezioni di telefono"(Fasano, 1996), "Lungo viaggio nella Basilicata del '50" (official web site, 2000).
Notevole la presenza di Maurogiovanni nel teatro, per il quale si serve del linguaggio dialettale, per essere più vicino ai problemi della gente umile. Ecco così "Chidde dì..." (1975), nel quale lo spettacolo di una nave dalla porte d'oro e di argento, e soprattutto dai piatti d'oro e d'argento, aiuta a vincere la miseria antica.
In "Aminueamare" ("Mandorle amare") (1977) appare all'improvviso - a poveracci che non hanno conosciuto mai immagini spettacolari - il teatro Petruzzelli, nei giorni del massimo splendore, ormai spariti per sempre.
Da 25 anni, inoltre, è continuamente messa in scena un'altra pièce del 1974, "Jarche vasce" ("Arco basso"), che ha conseguito successi anche in occasione di una sua rappresentazione a New York. Gli altri scritti teatrali sono indicati nella sezione del sito "opere".
Vito Maurogiovanni ha anche al suo attivo due libri di poesia "Composizione 34" (Bari, 1977) e "I santi di casa mia" (Bari, 1984).
Tommaso Fiore, il meridionalista scrittore caro a Piero Gobetti scrisse su queste composizioni e sul loro autore:
«... sono versi nati dalla sua vita, un prodotto naturale di tutto il suo essere poetico, del suo modo di guardare gli altri e sempre a cose sue, a pensieri suoi, al suo modo amaro di concepire la vita con la sua faccia liscia bianchissima con qualcosa di singolarmente puro, da francescano…».

### Opere letterarie
```
   • Racconto d’oggi, dramma in un atto, editore Liantonio, Matera, 1955
   • Composizione 34, poesie, Editrice Leggio, Bari, 1967
   • Eravamo tutti Balilla, romanzo-saggio, 
Editore Adda
, Bari, 1970.
   • Il brigantaggio, dramma, Nuova Italia, Firenze, 1972
   • Puglia, monografia sulla regione, 
Editore Adda
, Bari, 1975
   • Scopriamo la Puglia, 
Editore Adda
, Bari, 1975
   • Lo splendore della natura in Italia, Edizioni del Reader’s Digest, Milano 1975
   • Castelli di Puglia, sceneggiati radiofonici trasmessi dalla Rai, prefazione di Giosuè Musca, 
Editoriale Adda
, Bari, 1977
   • San Nicola nei secoli nel mondo, monografia, Gedim, Bari, 1978
   • Le splendide città italiane, Edizioni Reader’s Digest, Milano, 1979
   • Cento itinerari italiani, Edizioni del Reader’s Digest, Milano, 1980
  • U cafè antiche. il caffè antico. Giallo al Convento, 
Edizioni Levante
, Bari, 1983
   • I santi di casa mia, poesie, prefazione di Tommaso Fiore, 
Edizioni Levante
, Bari, 1984
   • Nel tempo del silenzio e dei camini, articoli-saggi, prefazione di Rita D’Amelio, 
Edizioni Levante
, Bari, 1986
   • Con il vento di Pentecoste, con altri autori, viaggio del Papa Giovanni Paolo II a Bari, 
Edizioni Levante
, Bari, 1986
   •  L’avventura nel teatro, atti unici, Centrospecchio, Bari, 1986
   • Bari e San Nicola, saggio, 
Edipuglia
, Bari, 1986
   • Il Papa a Bari… con il vento di Pentecoste – Bari-Bitonto 26 febbraio 1986, organizzazione generale a cura di Mons. Francesco Colucci e don Alberto D’Urso, 
Edizioni Levante
, Bari,1986
   • Antico Natale, con altri autori, saggi 
Edipuglia
, Bari, 1987
   • San Nicola di Bari e la sua Basilica, saggi, con altri autori, Electa, Milano, 1987
   • La Passione di Cristo, dramma, prefazione di Raffaele Nigro, 
Edipuglia
, Bari, 1988
   • Vent’anni fa a Praga, cronache giornalistiche, Ecumenica editrice, Bari, 1988
   • I segni della Puglia, saggi, con altri autori, 
Laterza, Bari
, 1991
   • Tournée in Puglia, narrativa, 
Editoriale Adda
, Bari, 1993
   • Il Teatro, nove drammi e commedie, 
Edizioni Levante
, Bari, 1993
   • Tournée in Europa, narrativa, 
Editoriale Adda
, Bari, 1995
   • Lezioni di telefono, narrativa, 
Schena editore
, Fasano, 1996
   • Istituto Margherita – Cento anni di storia, cultura, educazione, monografia, Editrice Safra, Bari, 1998
   • Cantata per una città, personaggi, fatti, cose baresi del Novecento, 
Edizioni Levante
, Bari, 2002
   • La vita di san Nicola a fumetti, Editore Bracciodieta, Bari, 2002
   • Caffè di notte, narrativa, 
Editore Adda
, 2003, Bari
   • Morire a Milano, dramma, prefazione di mons. Francesco Cacucci, Arcivescovo di Bari-Bitonto, a cura Ufficio Comunicazioni sociali dell’arcidiocesi di Bari-Bitonto,2004
   • Il primo giorno dopo il sabato, dramma, prefazione di mons. Francesco Cacucci, Arcivescovo di Bari-Bitonto, Editrice Ecumenica, Bari, maggio 2005
   • Come Eravamo, 
Levante Editore
, Bari, 2005
   • Natale a Bari, 
Paolo Malagrinò Editore
, Bari, 2006
   • Lunari di Puglia, con altri autori – 
Progedit
, Bari, 2006
   • Gli anni della speranza, 
Levante Editore
, Bari, 2007
   • La Città e i giorni, 
Progedit Editore
, Bari, 2007
   • L’Impalpabile segno del Mistero, 
Levante Editore
, Bari, 2008
   • Teatri, 
Levante Editore
, Bari, 2010
  • Re Borbone e tre barboni , editrice Stilo, Bari , 2013
```

### Opere teatrali
```
   • La figghie de com’Angeline (1950)
   • U figghie de nesciune (1950)
   • U appundamende (1950)
   • Meste Peppe u varvijre (1950)
   • Na Tembeste (1950)
   • U Cafè antiche (1951)
   • Racconto d’oggi (1955)
   • Storia di pagliacci (1956)
   • Giallo al convento (1960)
   • Onda marina (1965)
   • Il Brigantaggio (1970-1972)
   • Jarche vasce (1974)
   • Sanghe, amore e contrabbanne (1975)
   • Chidde dì du 188 (1975)
   • Aminueamare (1977)
   • E’ arrivata la felicità? (1978)
   • La passione de Criste (1979)
   • La Federiciana (1980)
   • Sadkò (1982)
   • Una vita a confronto (1984)
   • Piove, l’acqua è di limone (1989)
   • Papa Galeazzo, splendori e miserie (1991)
   • Nicolaus – e venne dal mare (1992)
   • Sacco, saccone e materazzo (1994)
   • Chidd’alde dì ovvero il sogno americano  (1995)
   • Tammurre, tarantelle e tricche tracche (1995)
   • Morire a Milano (1996)
   • Stanott’a menzannotte (1999)
   • Il sottano  (2001)
   • Carosello barese (2001)
   • La chembagnì de pettuangule e La chembagnì de pettuangule sott’a l’acqua e sott’o vinde  (2001)
   • Vecchi tempi… (2001)
   • Il primo giorno dopo il sabato (2005)
   • Re Borbone e tre barboni (2011)
```

#### Senza datazione
```
   • La casa a tre piani
   • Nu re, o storpiate, na cecate e na zellosa
   • Stanotte a mezzanotte
   • Suon’e cande, madonne e sande 
   • Il vascello fantasma
   • Vecchie pagine per un mondo moderno
   • A me Natale non me piasce
```

### Sceneggiati radiofonici
```
   • Fantasia d’autunno (1947)
   • La Caravella (1947)
   • Un giorno, un’altra violenza (1964)
   • Il volo di Charles Lindbergh (1970)
   • Cattedrali di Puglia (1970)
   • Castelli di Puglia (1976-1977) 
   • Cinque monaci da fucilare (1990)
   • Nicolaus…e venne dal mare (1992)
   • Cabina 234, Uomo solo in mezzo al mare
```

Alcuni testi, pur non essendo nati come radiodrammi, furono adattati e trasmessi per radio. In particolare: 
```
  • Chiddi dì du 188
  • Giallo al convento (trasmesso in Rai verso la metà degli anni ’80)
  • Aminueamare (trasmesso nella fascia regionale della Rete 2)
  •  Sanghe, amore e contrabbanne (trasmesso nella fascia regionale dei programmi pugliesi della Rete 2)
  • La passione de Criste (trasmesso dalla Rai, terzo programma televisivo)
  • Una vita a confronto (di cui fu realizzata una trasposizione televisiva, diffusa successivamente in video cassette)
```